# 海から上がるヴィーナス (ティツィアーノ)
『海から上がるヴィーナス』（伊: Venere Anadiomene, 英: Venus Anadyomene）は、イタリア、盛期ルネサンスの巨匠ティツィアーノ・ヴェチェッリオが1520年頃に描いた絵画である。ギリシア神話の愛と美の女神アプロディテ（ローマ神話のヴィーナス）の誕生を主題としている。保存状態は顔や髪の毛の部分に若干のダメージがあるのを除けば極めて良好である。現在はエディンバラのスコットランド国立美術館に所蔵されている。

## 主題
ヘシオドスの『神統記』によると、クロノスは父である天空神ウラノスを去勢して男性器を海に投げた。するとそこに白い泡が生じて美の女神アプロディテが誕生した。アプロディテはまず最初にギリシアのペロポネソス半島の南に浮かぶキュテラ島、続いてキプロス島に渡った。紀元前4世紀ごろ、古代ギリシアの画家アペレスは美女フリュネが海で泳ぐ姿を見て『海から上がるアプロディテ』を描いた。この絵画は称賛され、ローマ人はアペレスの絵画をローマに運んだと伝えられている。

## 作品

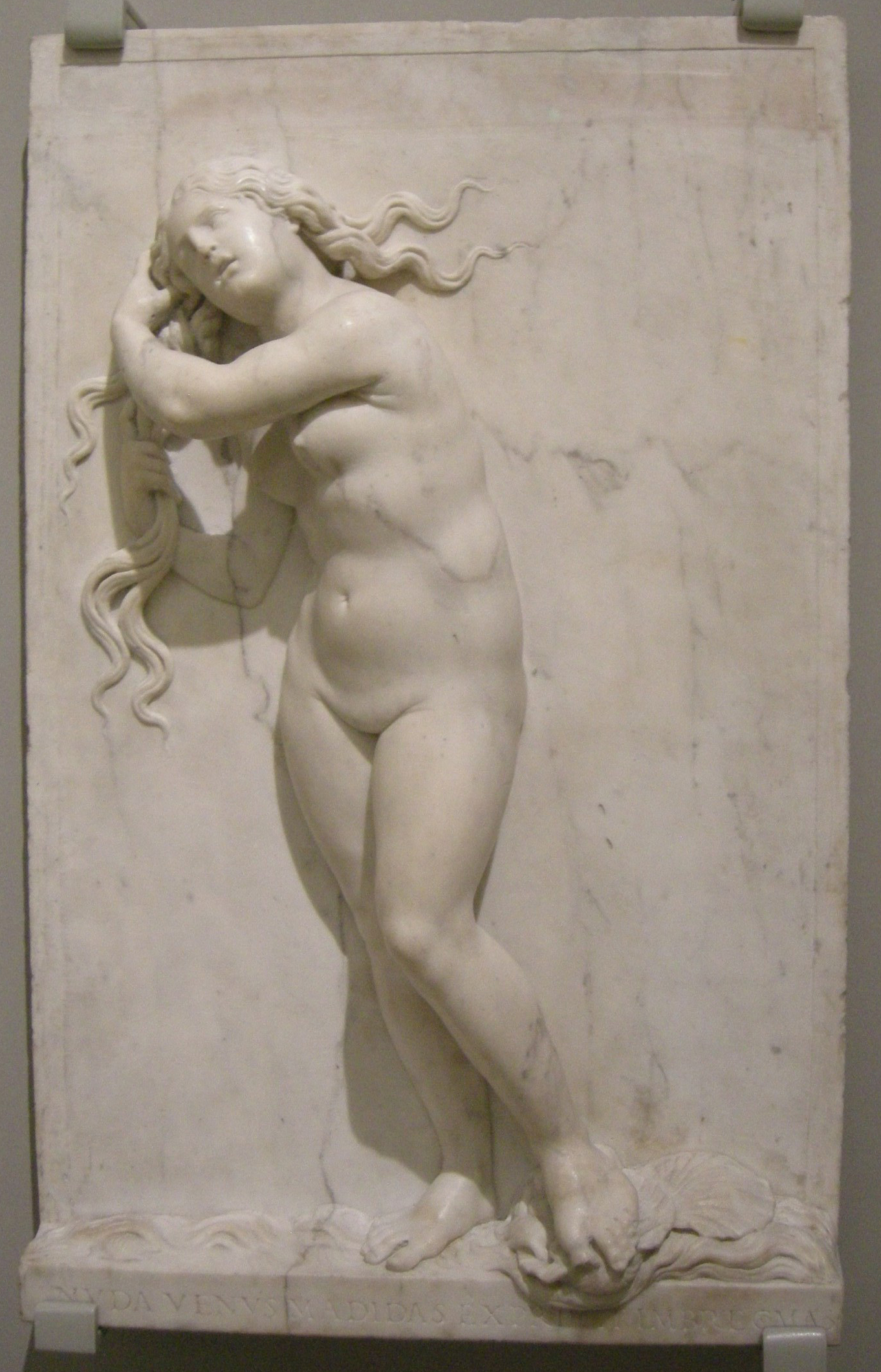
アントニオ・ロンバルドの1510年から1515年頃ごろの作品『海から上がるヴィーナス』。大理石製。

ティツィアーノは海の中から現れ、濡れて重くなった金色の髪をそっと絞るヴィーナスを描いている。生まれたばかりのヴィーナスは女性的な曲線の身体のラインと白と薔薇色の肌をあらわにしているが、コントラポストのポーズで体を前に傾けながら立ち、顔を画面の右側に背ける姿は鑑賞者の視線を避けるかのようである。構図の中心を占めるのはヴィーナスであり、背景は上下を二分する海と空以外のものはほとんど描かれておらず、海面を漂っている貝殻によってかろうじてヴィーナスだと分かる。女神の表情は落ち着いており、青みがかった色調の背景と調和している。空の青は柔らかなパステル調であり、かすかに描かれたピンク色の地平線で海と分けられている。

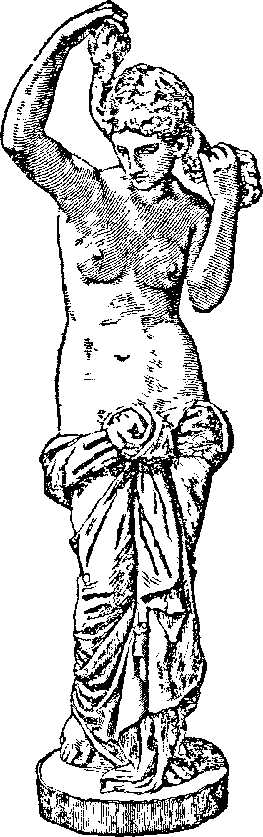
古代ギリシアの彫刻『海から上がるヴィーナス』のコピー。ヴァチカン美術館所蔵。

ティツィアーノはアペレスの作品に関する大プリニウスの解説に強く影響されて本作品を描いているが、その際に古代ギリシアの彫刻のローマンコピーを参考にしている。また別のイメージ源として、ロンドンのヴィクトリア&アルバート博物館に所蔵されている、ヴェネツィア出身の彫刻家アントニオ・ロンバルドが晩年のフェラーラ時代に制作したレリーフ彫刻が挙げられる。ケネディ・ノース（Kennedy North）が行った絵画のX線撮影によると、ティツィアーノはもともとヴィーナスの頭を左側に向けた形で描いていたが、後から右に背ける形に改めたことが判明しており、ちょうどロンバルトの作品との類似が見られる。
一部の美術史家によると本作品はティツィアーノのパトロンの1人であったフェラーラ公アルフォンソ1世・デステの委託によって制作された。ティツィアーノは1517年にアルフォンソ1世・デステに宛てた手紙の中で『水浴』なる作品について言及しており、これが本作品を指しているのではないかというのである。ただし反論もあり、美術史家ハロルド・エドウィン・ウェゼイはよしんばこのときすでに本作品の構想が出来上がっていたとしても完成していたとは思われないので、別の作品ではないかと主張している。

## 来歴
本作品の17世紀以前の来歴は不明である。1662年頃の所有者として知られているのはスウェーデン女王クリスティーナであり、当時のローマのパラッツォ・リアリオにおけるクリスティーナのインベントリに本作品が記載されている。1689年のクリスティーナの死後、彼女のコレクションは複数の所有者を経て1721年にオルレアン・コレクションに加わったのち、1798年にロンドンで《ポエジア》連作の傑作『ディアナとアクタイオン』（Diana e Atteone）、『ディアナとカリスト』（Diana e callisto）とともに第3代ブリッジウォーター公爵フランシス・エジャートンに売却された。フランシス・エジャートンは子供がなかったため、彼の死後、公爵位は廃絶し、コレクションは遺産の一部として甥の初代サザーランド公爵ジョージ・グランヴィル・ルーソン＝ゴア、続いてその次男である初代エレズミーア伯爵フランシス・エジャートンが相続し、以後彼の家系が所有した。その後、1945年に遺産を相続した第5代エレズミーア伯爵ジョン・エジャートン（1963年に第6代サザーランド公爵を継承）は、26の絵画とともに本作品をスコットランド国立美術館に貸し出した。スコットランド国立美術館はジョン・エジャートンが死去した3年後の2003年、ナショナル・アート・コレクション・ファンドの助けを借りて、第7代サザーランド公爵フランシス・ロナルド・エジャートンから絵画を1160万ポンドで購入した。

## ギャラリー

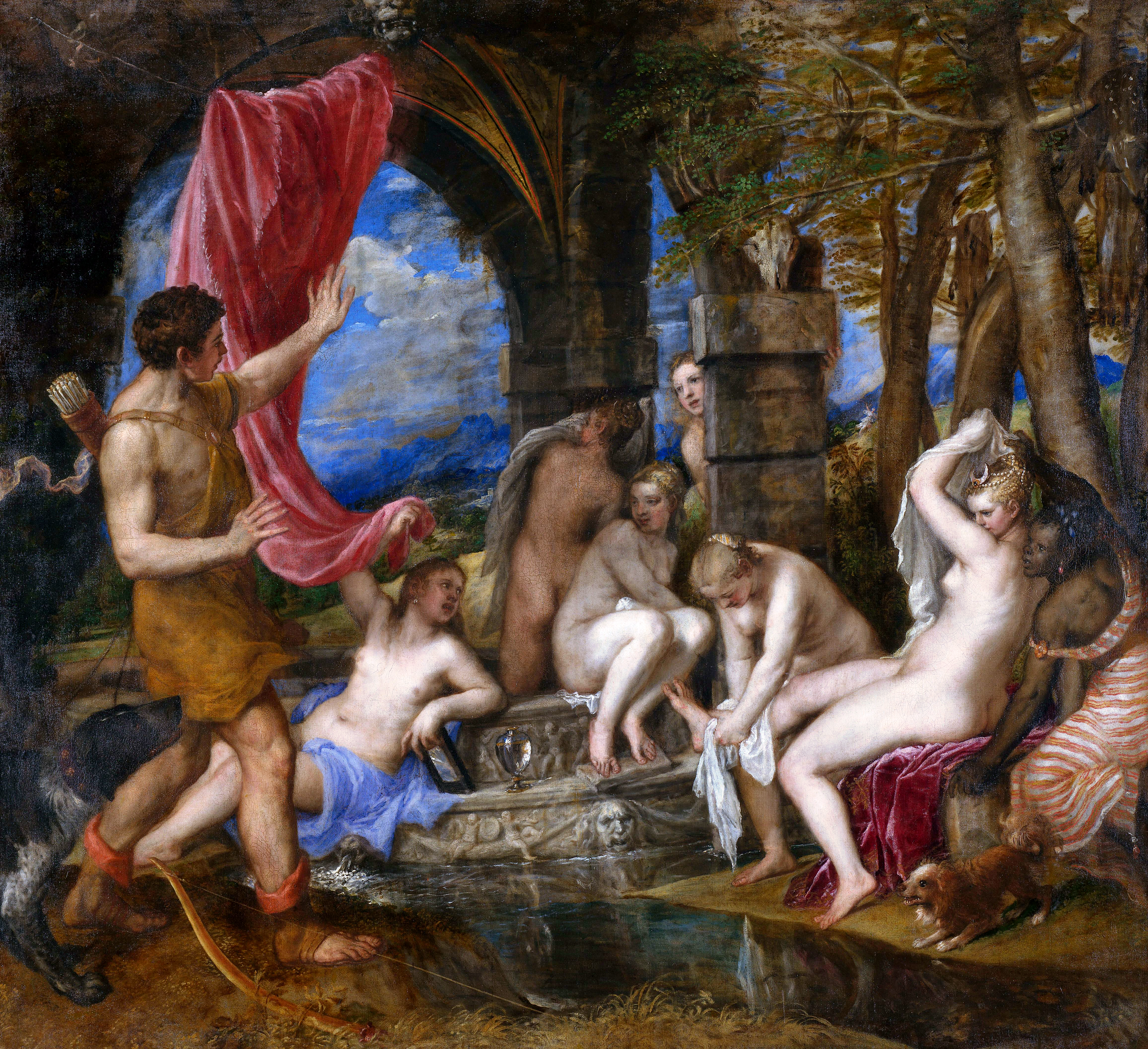
『ディアナとアクタイオン』1556年-1559年頃 スコットランド国立美術館所蔵
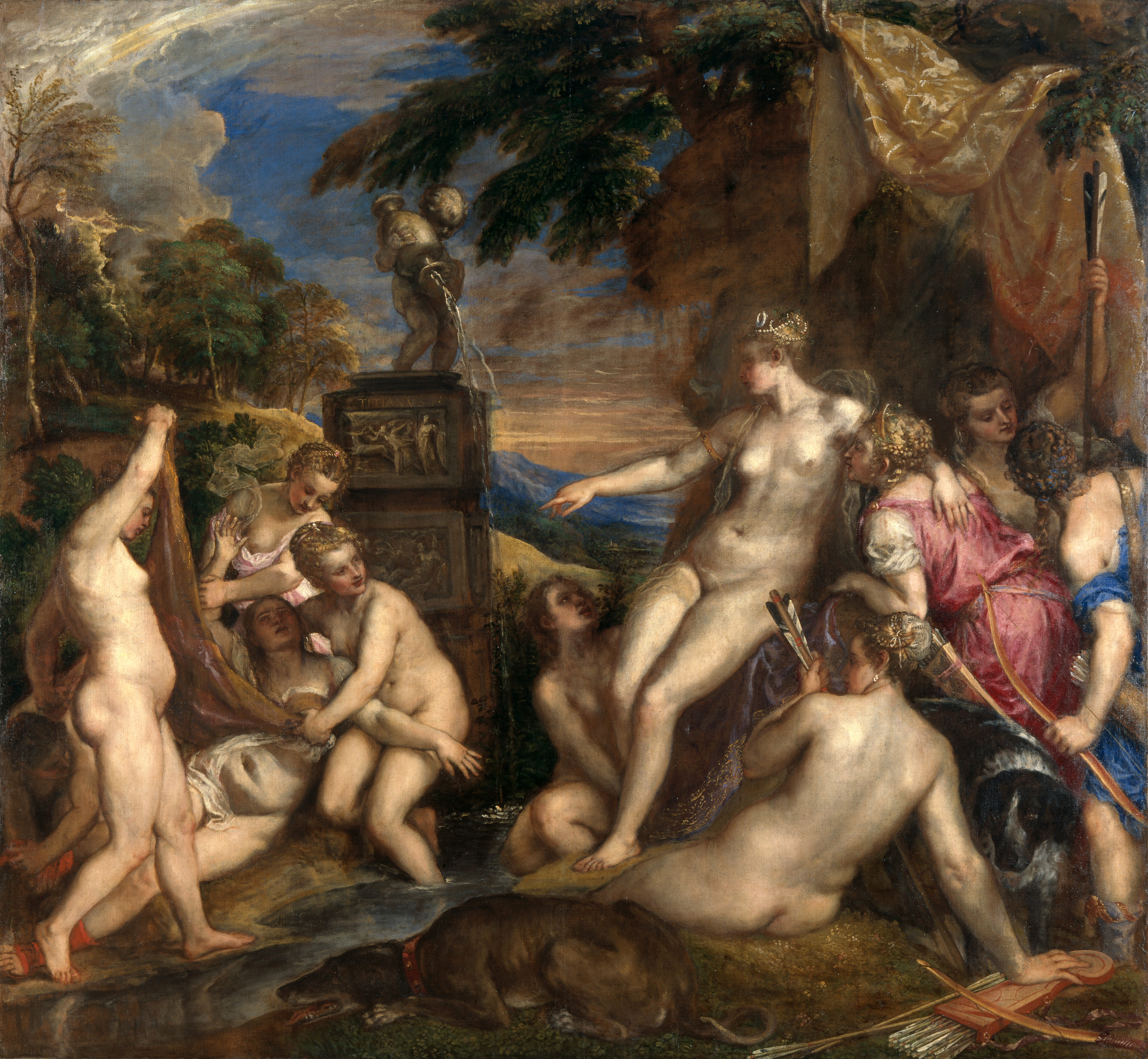
『ディアナとカリスト』1556年-1559年頃 ロンドン・ナショナル・ギャラリー所蔵